# الشمارية (كعيدنة)

تعديل مصدري - تعديل

الشمارية هي إحدى قرى عزلة الغربي بمديرية كعيدنة التابعة لمحافظة حجة، بلغ تعداد سكانها 178 نسمة حسب تعداد اليمن لعام 2004.